# Bộ sinh số giả ngẫu nhiên
Bộ sinh số giả ngẫu nhiên (pseudorandom number generator hay còn gọi là PRNG), còn được gọi là bộ sinh bit ngẫu nhiên tất định (DRBG), là thuật toán sinh ra chuỗi các số có các thuộc tính gần như thuộc tính của chuỗi số ngẫu nhiên. Chuỗi sinh ra từ bộ sinh số giả ngẫu nhiên không thực sự là ngẫu nhiên, do nó hoàn toàn được xác định từ giá trị khởi đầu, được gọi là nguồn (seed) của nó (mà giá trị này có thể hoàn toàn là ngẫu nhiên). Mặc dù chuỗi gần ngẫu nhiên này gần giống với chuỗi được sinh ra bằng bộ sinh số ngẫu nhiên phần cứng, bộ sinh số giả ngẫu nhiên có vai trò rất quan trọng trong thực tế vì tốc độ trong quá trình tạo số và khả năng tái sử dụng của nó.
Các bộ sinh số giả ngẫu nhiên là trung tâm trong các ứng dụng như giả lập (ví dụ phương pháp Monte Carlo), các trò chơi điện tử và ứng dụng mật mã. Các ứng dụng mật mã đòi hỏi kết quả đầu ra ở sau không thể dự đoán được bằng đầu ra trước đó, và các thuật toán phức tạp hơn mà không có tính tuyến tính như các bộ sinh số giả ngẫu nhiên đơn giản.
Đặc tính thống kê tốt là yêu cầu chính đối với đầu ra của bộ sinh số giả ngẫu nhiên. Nhìn chung, để tự tin rằng bộ sinh số giả ngẫu nhiên tạo ra chuỗi các sổ đủ ngẫu nhiên phù hợp với yêu cầu thì việc phân tích toán học cẩn thận là điều cần thiết. John von Neumann đã lên tiếng cảnh báo việc xem bộ sinh số giả ngẫu nhiên như là bộ sinh số thực sự ngẫu nhiên, và nói đùa rằng "Bất cứ ai truy xét các phương pháp số học của việc tạo ra các số ngẫu nhiên đều là tội phạm phạm."